# Poken

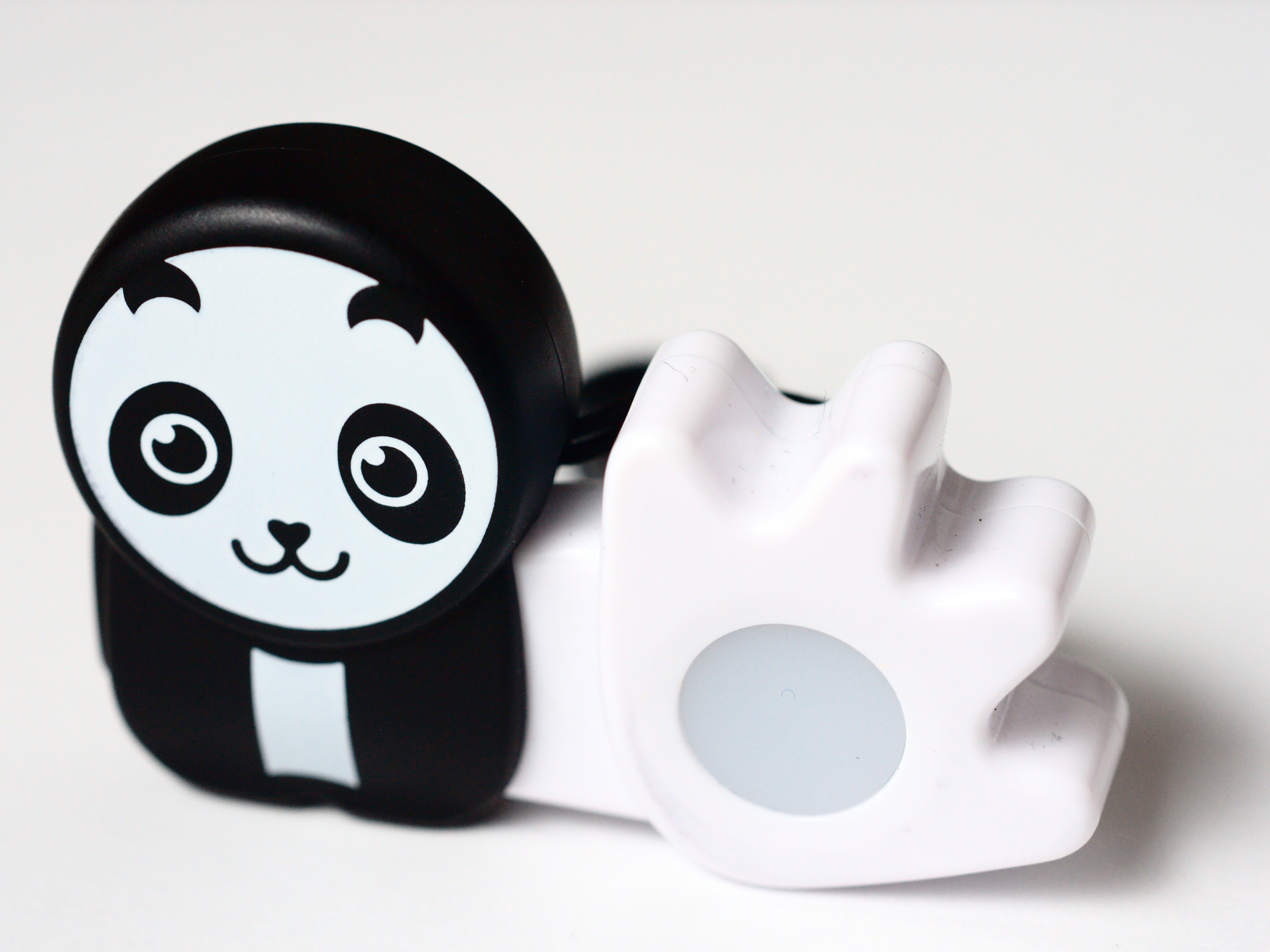
poken

Poken是一个基于云的活动管理平台，常用于贸易展览会、企业和协会活动以及体育和青少年活动。
Poken股份公司于2007年12月在瑞士洛桑成立。